# Nutrición

Esquema de la nutrición de los organismos vivos

La nutrición consiste en la reincorporación y transformación de materia y energía de los organismos  (tanto heterótrofos como autótrofos) para que puedan llevar a cabo tres procesos fundamentales: mantenimiento de las condiciones internas, desarrollo y movimiento, manteniendo el equilibrio homeostático del organismo a nivel molecular y microscópico.
La nutrición es el proceso biológico en el que los organismos asimilan los alimentos sólidos y líquidos necesarios para el funcionamiento, el crecimiento y el mantenimiento de sus funciones vitales. La nutrición también es el estudio de la relación que existe entre los alimentos, la salud y especialmente en la determinación de una dieta equilibrada con bases a la pirámide alimenticia.
Los procesos microscópicos están relacionados con la absorción, digestión, metabolismo y excreción. Los procesos moleculares o microscópicos están relacionados con el equilibrio de elementos como enzimas, vitaminas, minerales, aminoácidos, glucosa, transportadores químicos, mediadores bioquímicos, hormonas, etc.
Como ciencia, la nutrición estudia todos los procesos bioquímicos y fisiológicos.
La buena nutrición consiste en comer una variedad de alimentos, limitar el consumo de ciertos alimentos, bebidas y controlar la cantidad de alimentos y calorías que se ingieren. Una alimentación equilibrada ayuda a reducir el riesgo cardiovascular porque reduce tanto el colesterol y la presión arterial como el peso.

## Características
La nutrición es la ciencia que estudia los procesos fisiológicos y metabólicos que ocurren en el organismo con la ingesta de alimentos.
Muchas enfermedades comunes y sus síntomas frecuentemente pueden ser prevenidas o aliviadas con una determinada alimentación; por esto, la ciencia de la nutrición intenta entender cuáles son los aspectos dietéticos específicos que influyen en la salud.
El propósito de la ciencia de la nutrición es explicar la respuesta metabólica y fisiológica del cuerpo ante la dieta. Con los avances en biología molecular, bioquímica y genética, la ciencia de la nutrición se enfoca en el estudio del metabolismo, investigando la relación entre la dieta y la salud desde el punto de vista de los procesos bioquímicos. El cuerpo humano está hecho de compuestos químicos tales como agua, aminoácidos (proteínas), ácidos grasos (lípidos), ácidos nucleicos (ADN/ARN) y carbohidratos (por ejemplo azúcares y fibra).
Una alimentación adecuada es la que cubre:
- Los requisitos de energía a través de la metabolización de nutrientes como los hidratos de carbono, proteínas y grasas, guardando las proporciones adecuadas entre sí.[2] Estos requisitos energéticos están relacionados con el gasto metabólico basal, el gasto por la actividad física y el gasto inducido por la dieta.
- Las necesidades de micronutrientes no energéticos como las vitaminas y minerales.
- La correcta hidratación basada en el consumo de bebidas, en especial el agua.
- La ingesta suficiente de fibra dietética.
- Los requerimientos mínimos de inocuidad alimentaria, de tal manera que no implique riesgos para la salud y esté libre de patógenos, toxinas y contaminantes.[3]

## Tipos de nutrición en los seres vivos

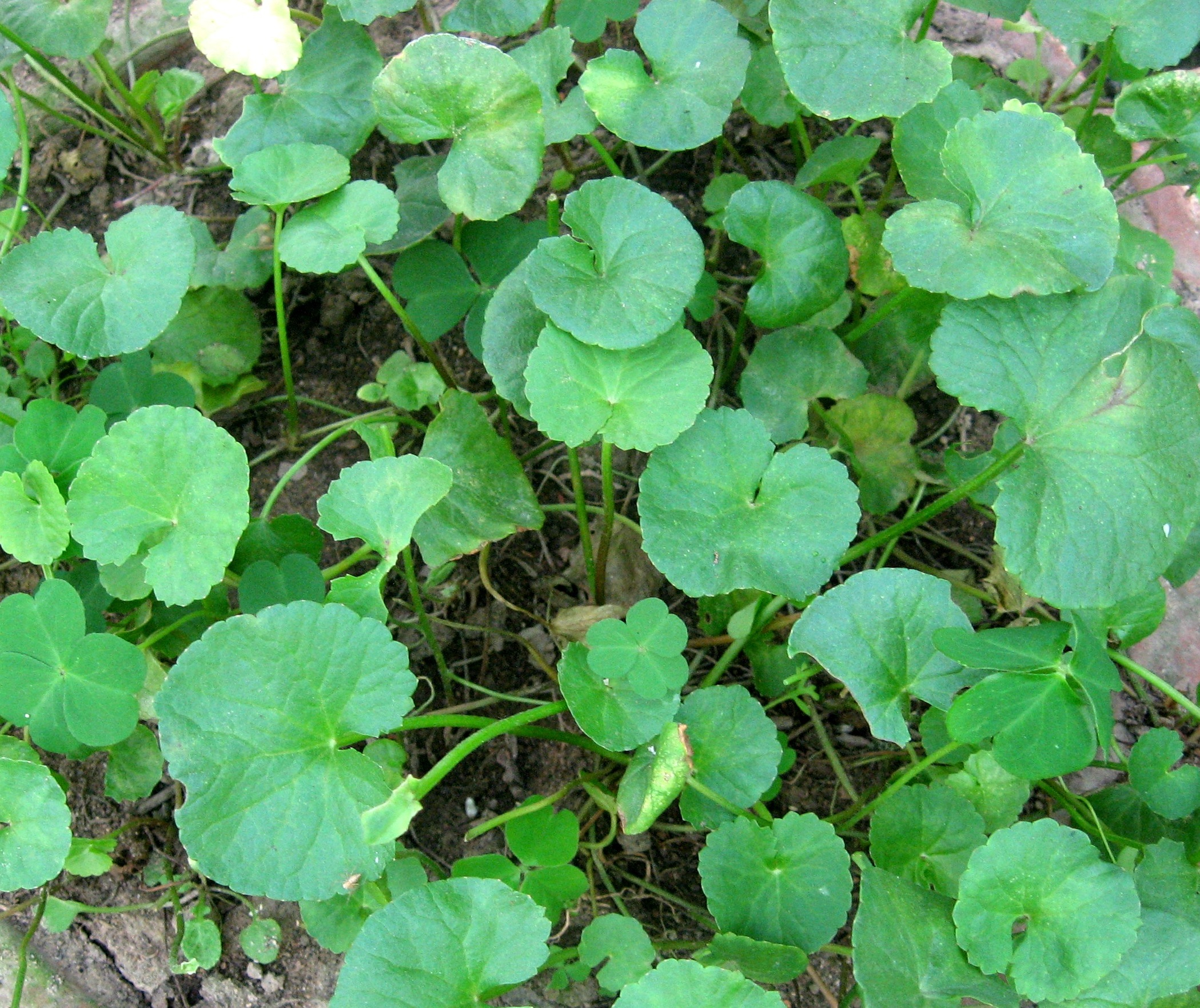
Las plantas son organismos autótrofos.

La nutrición autótrofa es la que llevan a cabo los organismos que producen su propio alimento. Los seres autótrofos son organismos capaces de sintetizar sustancias esenciales para su metabolismo a partir de sustancias inorgánicas. El término autótrofo procede de auto- ‘propio’, ‘por uno mismo’, y ‒́trofo ‘que se alimenta’; por lo que significa ‘que se alimenta por sí mismo’.
Los organismos autótrofos producen su masa celular y materia orgánica a partir del dióxido de carbono como única fuente de carbono, usando la luz o sustancias químicas como fuente de energía. Las plantas y otros organismos que usan la fotosíntesis son fotolitoautótrofos; las bacterias que utilizan la oxidación de compuestos inorgánicos como el anhídrido sulfuroso o compuestos ferrosos como producción de energía se llaman quimiolitotróficos.

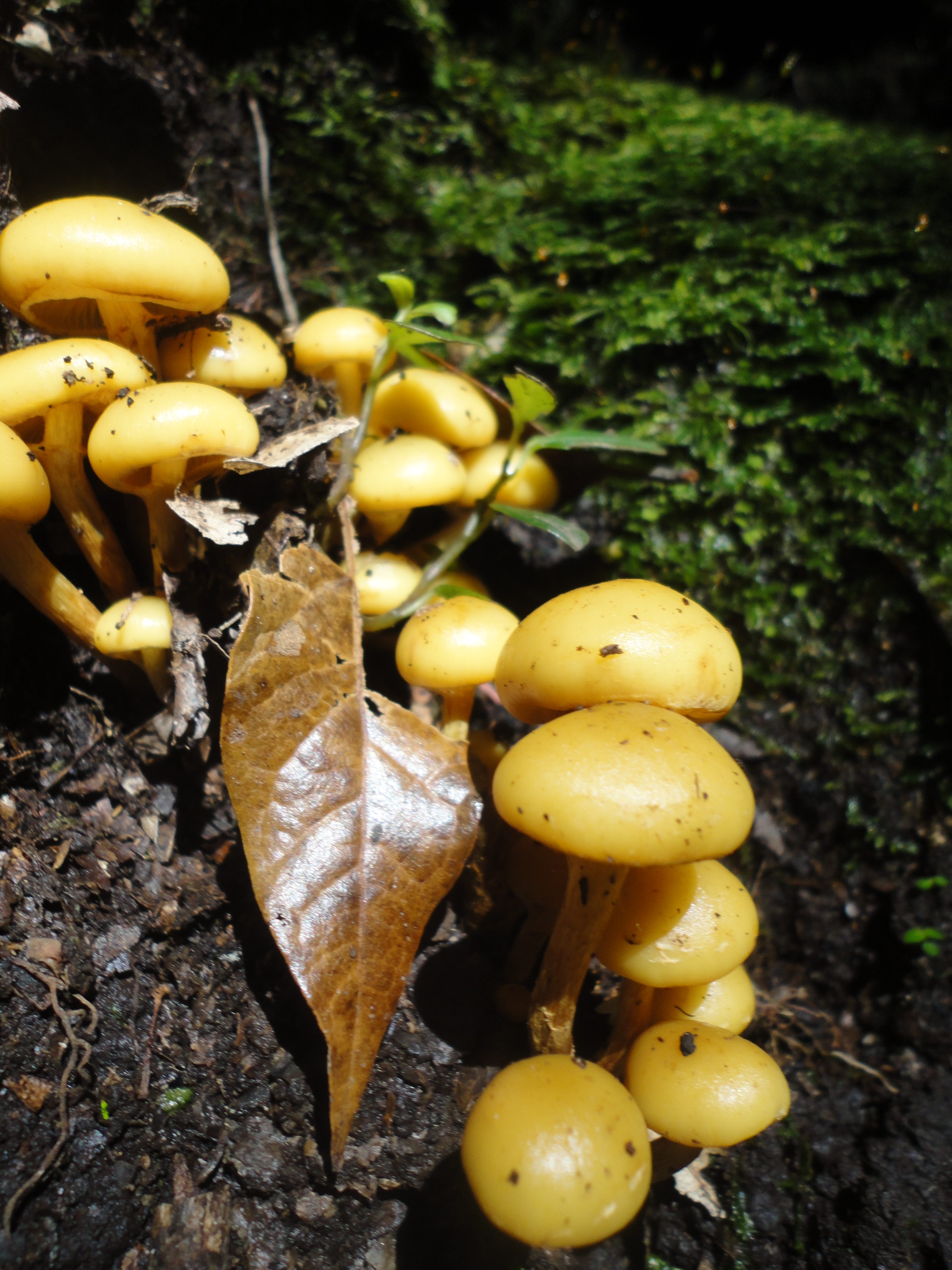
Los hongos son organismos heterótrofos.

La nutrición heterótrofa es la que llevan a cabo aquellos organismos que necesitan de otros para vivir. El término heterótrofo proviene de hetero- ‘otro’, ‘desigual’, ‘diferente’, y ‒́trofo ‘que se alimenta’; por lo que significa ‘que se alimenta de otros’. Por tanto, los organismos heterótrofos (en contraste con los autótrofos) son aquellos que deben alimentarse con las sustancias orgánicas sintetizadas por otros organismos, bien autótrofos o heterótrofos a su vez. Entre los organismos heterótrofos se encuentran los animales, los hongos, y la mayoría de bacterias y protozoos.
Los seres heterótrofos dependen de los autótrofos, ya que aprovechan su energía y la de la materia que contienen para fabricar moléculas orgánicas complejas. Los heterótrofos obtienen la energía rompiendo las moléculas de los seres autótrofos que han comido. Incluso los animales carnívoros dependen de los seres autótrofos porque la energía y su composición orgánica obtenida de sus presas procede en última instancia de los seres autótrofos que comieron sus presas.
Según el origen de la energía que utilizan los organismos heterótrofos, pueden dividirse en:
Fotoorganótrofos: estos organismos fijan la energía de la luz. Constituyen un grupo muy reducido de organismos que comprenden la bacteria purpúrea y familia de seudomonadales. Solo realizan la síntesis de energía en presencia de luz y en medios carentes de oxígeno.
Quimiorganótrofos: utilizan la energía química extraída directamente de la materia orgánica. A este grupo pertenecen todos los integrantes del reino animal, todos del reino de los hongos, gran parte de los moneras y de las arqueobacterias.
Los heterótrofos pueden ser de dos tipos fundamentalmente: consumidores, o bien saprótrofos y descomponedores.
Los autótrofos y los heterótrofos se necesitan mutuamente para poder existir.

## Historia de la nutrición
Desde la aparición del hombre sobre la tierra, el tipo de alimentos que este ha tenido que ingerir para su sustento ha variado a través del tiempo, debido a que siempre se vio obligado a adaptarse a aquellos que tenía más próximos y le era más fácil obtener con las escasas herramientas que poseía. Como por ejemplo, sirva citar los estudios sobre los restos del ser humano más antiguo encontrado hasta la fecha.
Se ha llegado a la conclusión de que este era carroñero y practicaba el canibalismo, y competía por sus alimentos con otros animales de hábitos alimenticios similares. En su andar en busca de víveres, se iba encontrando con nuevos tipos a los que se veía obligado a adaptarse. A medida que la disponibilidad de la caza mayor iba disminuyendo tenía que alimentarse de la caza menor, de los mariscos (en algunas áreas) y sobre todo de plantas comestibles. Esta fase adaptativa empezó hace unos 100 000 años.
Los últimos seres humanos que sufrieron estas restricciones, hace unos 30 000 años, fueron los habitantes de unas zonas muy determinadas (dos regiones del Oriente Medio). Sin embargo, en la península ibérica hace menos de 20 000 años (Freeman, 1981) la carne todavía suponía más del 50 % de la dieta habitual.
Hace unos 12 000 años (Cavalli-Sforza, 1981; Trowell, 1981) se inicia la primera revolución agrícola. Esto conlleva a la disponibilidad de una nueva fuente fija de proteínas. Debemos tener en cuenta la gran variabilidad en las cifras referidas a lo obtenido en las cosechas; se trata de una alimentación irregular que alterna con épocas de hambre. El resultado final de las recolecciones se veía muy afectado por el clima, contra el cual era muy difícil luchar. El almacenamiento de sobrantes, en años buenos de producción, tampoco era el más eficaz.
Los humanos han evolucionado como omnívoros cazadores-recolectores a lo largo de los pasados 250 000 años. La dieta del humano moderno temprano varió significativamente dependiendo de la localidad y el clima. La dieta en los trópicos tiende a estar basada preferentemente en alimentos vegetales, mientras que la dieta en las latitudes altas tienden más hacia los productos animales. El análisis de restos craneales y poscraneales de humanos y de animales del Neolítico, junto con estudios detallados de modificación ósea han mostrado que el canibalismo también estuvo presente entre los humanos prehistóricos.
La agricultura se desarrolló hace aproximadamente 10 000 años en múltiples localidades a través del mundo, proporcionando cereales tales como trigo, arroz y maíz junto con alimentos básicos tales como el pan y la pasta. La agricultura también proporcionó leche y productos lácteos, e incrementó marcadamente la disponibilidad de carnes y la diversidad de vegetales. La importancia de la pureza de los alimentos fue reconocida cuando el almacenaje masivo condujo a la aparición de casos de contaminación.
El cocinar se desarrolló a menudo como una actividad ritualista, debido a la preocupación por su eficiencia y su fiabilidad, requiriendo la adherencia a recetas y procedimientos estrictos en respuesta a la demanda de pureza y consistencia en el alimento.

### Desde la antigüedad hasta 1800
475 a. C.: Anaxágoras declara que la comida es absorbida por el cuerpo humano y por lo tanto contiene componentes generativos, deduciendo por lo tanto la existencia de nutrientes.
400 a. C.: Hipócrates dice: «Deja que la comida sea tu medicina y la medicina sea tu comida».
1500: el científico y artista Leonardo da Vinci compara el metabolismo con una vela ardiendo.
1614: el médico veneciano Santorio Santorio describe como se pierde una parte del alimento durante la digestión.
1747: el Dr. James Lind, un médico de la Marina británica realiza el primer experimento científico en nutrición, descubriendo que el jugo de limón salvó de escorbuto (un desorden hemorrágico mortal y doloroso) a los marineros que estuvieron en el mar por años. El descubrimiento fue ignorado por 40 años, después de los cuales los marineros británicos comenzaron a ser conocidos como los «limeros». La vitamina que se encuentra en el jugo de lima no sería identificada por los científicos hasta 1930.
1770: Antoine Lavoisier, el Padre de la Nutrición y la Química, descubre los detalles del metabolismo, demostrando que la oxidación de los alimentos es la fuente del calor corporal.
1790: George Fordyce reconoce al calcio como necesario para la sobrevida de las aves de corral.

### Comienzos de 1800
Los elementos carbono, nitrógeno, hidrógeno y oxígeno son reconocidos como los componentes primarios de la comida, y se desarrollan métodos para medir su proporción.
1816: François Magendie descubre que perros alimentados solo con hidratos de carbono y grasa pierden su proteína corporal y mueren en pocas semanas. Solo los perros alimentados con proteínas sobreviven. Se identifican las proteínas como un componente esencial de la dieta.
1840: Justus von Liebig descubre la función que cumplen los carbohidratos (azúcares), las grasas (ácidos grasos) y las proteínas (aminoácidos) en la nutrición.
1860: Claude Bernard descubre que la grasa corporal puede ser sintetizada partir de carbohidratos y proteínas, mostrando que la energía en la glucosa sanguínea puede ser almacenada como grasa o glucógeno.

### Finales de 1800
Kanehiro Takaki observa que los marineros japoneses desarrollaban beriberi (o neuritis endémica, una enfermedad causante de problemas cardíacos y parálisis) pero los marineros británicos no lo desarrollaban. Agregando leche y carne a la dieta japonesa previno la enfermedad.
1896: Baumann observa yodo en la glándula tiroides.
1897: Christiaan Eijkman trabaja con nativos de Java que sufrían de beriberi. Eijkman observó que gallinas alimentadas con la dieta nativa de arroz blanco desarrollaron síntomas de beriberi y solo permanecieron saludables aquellas que fueron alimentadas con arroz marrón no procesado (con la fibra exterior intacta). Eijkman curó a los nativos al alimentarlos con arroz marrón, descubriendo que el alimento puede curar la enfermedad. Más de dos décadas después, nutricionistas aprendieron que la fibra exterior del arroz contiene vitamina B1, también conocida como tiamina.

### Desde 1900 hasta 1941
Comienzos de 1900: Carl Von Voit y Max Rubner miden el gasto energético calórico en diferentes especies de animales, aplicando los principios de la física en la nutrición.
1906: Wilcock y Hopkins muestran que el aminoácido triptófano es necesario para la supervivencia del ratón. Gowland Hopkins reconoce factores accesorios de los alimentos diferentes en las calorías, proteínas y minerales, como materiales orgánicos y esenciales para la salud, los cuales el organismo no puede sintetizar.
1907: Stephen M. Babcock y Edwin B. Hart llevan a cabo el experimento del cereal único. Este experimento se realizó durante 1911.
1912: Casimir Funk acuña el término «vitamina» a partir de la palabra «vital» (porque estas sustancias desconocidas prevenían el escorbuto, beriberi y la pelagra) y del sufijo «amino», pensando que eran derivadas del amonio.
1913: Elmer McCollum descubre las primeras vitaminas, la vitamina liposoluble A y la vitamina hidrosoluble B (en 1915; en la actualidad se sabe que es un complejo de varias vitaminas e hidrosolubles); la sustancia desconocida que prevenía el escorbuto fue llamada vitamina C. Lafayette Mendel y Thomas Osborneen también realizaron trabajos pioneros sobre las vitaminas A y B.
1919: Sir Edward Mellan identifica incorrectamente el raquitismo como una deficiencia de vitamina A, porque logra curarla en perros con aceite de hígado de bacalao.
1922: McCollum destruye la vitamina A en el aceite de hígado de bacalao. Sin embargo descubre que este aun así curaba el raquitismo, llevando al descubrimiento de la vitamina D.
1922: H. M. Evans y L. S. Bishop descubren la vitamina E como un factor esencial para el embarazo de la rata, llamándolo factor alimentario X, hasta 1925.
1925: Hart descubre qué cantidades traza de cobre son necesarias para la absorción de hierro.
1927: Adolf Otto Reinhold Windaus sintetizó vitamina D, por lo cual ganó el premio Nobel en química en 1928.
1928: Albert Szent-Györgyi aisló ácido ascórbico, y en 1932 probó que este era vitamina C, previniendo el escorbuto. En 1935 lo sintetizó y en 1937 ganó el premio Nobel gracias a sus esfuerzos. Al mismo tiempo Szent-Gyorgyi dilucidó el ciclo del ácido cítrico.
1930: William Cumming Rose identificó los aminoácidos esenciales, componentes necesarios de las proteínas, los cuales no pueden ser sintetizados por el organismo.
1935: Underwood y Marston descubrieron independientemente la necesidad de consumir cobalto.
1936: Eugene Floyd Dubois mostró que el desempeño en el trabajo y la escuela están relacionados con la ingesta calórica.
1938: La estructura química de la vitamina E es descubierta por Erhard Fernholz y es sintetizada por Paul Karrer.
1940: Elsie Widdowson y otros redactaron el racionamiento de acuerdo a principios nutricionales en el Reino Unido.
1941: Las primeras raciones dietéticas recomendadas (Recommended Dietary Allowances) fueron establecidas por el Consejo Nacional de Investigación.

### 1990 en adelante
1992: El Departamento de Agricultura de Estados Unidos introduce la pirámide alimentaria.
2002: estudios muestran la relación entre la nutrición y el comportamiento violento.
2011: Se divide a la nutrición heterótrofa en 4 tipos: holotrofa, simbiótica, saprófaga y parásita. Dentro del concepto de nutrición holotrofa se distinguen 3 tipos: carnívoros, herbívoros (o fitófagos) y omnívoros.

## Nutrición y salud
Existen seis clases de nutrientes que el cuerpo necesita: carbohidratos, proteínas, lípidos, vitaminas, minerales y agua. Es importante consumir diariamente estos seis grupos de nutrientes para construir y mantener una función corporal saludable y tener un óptimo estado de salud.
Los  nutrientes  o principios nutritivos  se pueden clasificar teniendo en cuenta las necesidades diarias, basadas en las recomendaciones nutricionales en macronutrientes, son los nutrientes que necesitamos en mayor aporte diario como los hidratos de carbono, proteínas, lípidos y el agua. Y en micronutrientes, son los nutrientes que necesitamos en menor aporte diario como las vitaminas y los minerales.
Las principales funciones de los nutrientes en nuestro cuerpo son: 1-obtener energía (función energética), 2-formar y mantener estructuras (función plástica), 3-regular los procesos metabólicos (función reguladora). 
Una salud pobre puede ser causada por un desbalance de nutrientes, denominada malnutrición, ya sea por exceso o deficiencia. La deficiencia o exceso de los distintos  nutrientes  afectan indirectamente la función hormonal. Así, como ellos regulan en gran parte, la expresión de genes, las hormonas representan un nexo entre la nutrición y nuestros genes, que son expresados en nuestro fenotipo. La fuerza y naturaleza de este nexo están continuamente bajo investigación, sin embargo, observaciones recientes han demostrado el rol crucial de la nutrición en la actividad y función hormonal y por lo tanto en la salud.
De acuerdo a la Organización Mundial de la Salud [(WHO: 1996)], más que el hambre, el verdadero reto hoy en día es la deficiencia de micronutrientes (vitaminas, minerales) que no permiten al organismo asegurar el crecimiento y mantener sus funciones vitales.
Existen múltiples enfermedades relacionadas o provocadas por una deficiente alimentación, ya sea en cantidad, por exceso o defecto, o por mala calidad: anemia y ateroesclerosis, algunos tipos de cáncer, diabetes mellitus, obesidad, hipertensión arterial, avitaminosis, desnutrición, bocio endémico, bulimia nerviosa, anorexia nerviosa y/o vigorexia. Ciertas enfermedades que afectan al intestino delgado pueden provocar una incorrecta absorción de los nutrientes, como la enfermedad celíaca sin diagnosticar ni tratar y la enfermedad de Crohn.
La nutrición es un proceso fisiológico, involuntario, inconsciente y no educable que se lleva a cabo dentro de nuestro organismo y se relaciona directamente con los requerimientos diarios. Una buena nutrición (una dieta suficiente y equilibrada combinada con el ejercicio físico regular) es un elemento fundamental de la buena salud.

## Controversias de la nutrición en los países occidentales

Fuentes de consumo de energía diaria a nivel global. diferenciando entre países desarrollados y países en vías de desarrollo. El hecho de que los hábitos de consumo en los países en vías de desarrollo (aproximadamente el 90 % de la población global) van a cambiar hacia una dieta con proporciones elevadas de productos de origen animal hace suponer que agravará el problema ecológico de una agricultura basada en productos de origen animal que usan aproximadamente 10 veces la energía requerida para un equivalente en productos veganos.

- Disparidad en la disponibilidad de alimentos en los países desarrollados y en las poblaciones del Tercer Mundo, que padecen hambre y pobreza.
- Las recomendaciones sobre el consumo de productos lácteos en adultos varían según las guías nutricionales de diferentes países. Algunas guías sugieren consumir de 2 a 3 porciones diarias de lácteos bajos en grasa, mientras que otras enfatizan la obtención de calcio y vitamina D a través de diversas fuentes alimenticias. Es importante considerar que la leche desnatada puede contener niveles reducidos de ciertas vitaminas liposolubles, como la vitamina D; por ello, en algunos casos, se fortifica para compensar esta pérdida. La elección entre leche entera, semidesnatada o desnatada debe basarse en las necesidades nutricionales individuales y en las recomendaciones de profesionales de la salud.
- Una vitamina imprescindible para el ser humano es la vitamina B12, que solo se encuentra en cantidades suficientes en la carne, principalmente en la carne de rumiantes.[14][15] Un error común es pensar que la carne no es necesaria en la dieta y que se puede reemplazar sin problemas por huevos y productos lácteos.[14] La deficiencia de vitamina B12 puede provocar trastornos neurológicos, alteraciones vasculares tempranas y un aumento del riesgo de desarrollar enfermedades relacionadas con la ateroesclerosis, entre otros.[14][16]
- Los alimentos funcionales, es decir, aquellos alimentos manufacturados industrialmente enriquecidos con micronutrientes que la ciencia ha demostrado en laboratorio que son beneficiosos para la salud o aquellos alimentos a los que se les elimina los nocivos. Por ejemplo:
  - Margarinas enriquecidas con fitoestrógenos.
  - Pan integral «con bajo nivel de colesterol»: su nombre es absurdo, ya que los hidratos de carbono nunca contienen colesterol, excepto si hacen el pan con grasas de origen animal.
  - Leche «enriquecida con omega 3»: es necesario ingerir varios litros de leche al día para consumir los ácidos grasos esenciales que contiene media sardina (aunque fuera enlatada).
  - Yogures «con bífidus»: nombre redundante, ya que todos los yogures normales los contienen.
- Alimentos transgénicos: se desconoce el efecto de la manipulación por ingeniería genética de los alimentos animales y vegetales.[cita requerida]
- Utilización de pesticidas y fertilizantes en los cultivos.
- Utilización de hormonas y antibióticos en el ganado.

## Controversia sobre los cereales
La evidencia histórica y arqueológica muestra que, previamente a la revolución neolítica y el desarrollo de la agricultura (VIII milenio a. C.), los seres humanos en general no mostraban signos ni síntomas de enfermedades crónicas. Diversos estudios etnológicos y arqueológicos revelan que coincidiendo con la inclusión de los cereales en la dieta, se produjo una serie de consecuencias negativas sobre la salud, entre las que destacan reducciones de la estatura, disminución de la esperanza de vida, aumento de las enfermedades infecciosas, de la mortalidad infantil, las enfermedades neurológicas y psiquiátricas, múltiples deficiencias nutricionales, incluyendo anemia ferropénica, trastornos minerales que afectan tanto a los huesos (raquitismo, osteopenia, osteoporosis) como a los dientes (hipoplasias del esmalte dental, aumento de las caries dentales), y otras deficienicas de minerales y vitaminas.
Parte de estos efectos negativos han sido compensados por el progreso de la higiene, el desarrollo de la Medicina y la complementación de las dietas basadas en cereales con otras fuentes de nutrientes, consiguiendo una reducción de la mortalidad infantil y una esperanza media de vida más larga. No obstante, la mayor parte de las consecuencias negativas continúa presente en la actualidad: el cambio de la alimentación basada en la caza y la recolección a las dietas con alto contenido en cereales y el estilo de vida occidental, está asociado a la alta incidencia de la obesidad, la diabetes tipo 2, la ateroesclerosis, las enfermedades psiquiátricas, los trastornos neurológicos y otras enfermedades crónicas o degenerativas.
La humanidad existe desde hace unos 2,5 millones de años, pero los cereales se introdujeron en la dieta hace unos 10 000 años, durante la revolución neolítica. El ser humano pasó de una alimentación basada en la caza y la recolección a una dieta con un alto contenido en cereales.
Este cambio de la alimentación se ha producido a un ritmo muy rápido en un plazo de tiempo muy corto desde el punto de vista evolutivo, con modificaciones mucho más marcadas durante las últimas décadas del siglo XX e inicios del siglo XXI, como consecuencia de la revolución verde y la progresiva difusión de los alimentos procesados y la comida rápida. No obstante, nuestro genoma y fisiología no se han modificado apenas durante los últimos 10 000 años y nada en absoluto en los últimos 40-100 años, dando como resultado una dieta «desadaptativa». Algunos autores opinan que esta hipótesis de la discordancia evolutiva ha proporcionado un marco teórico valioso, pero se trata de una visión incompleta que no refleja la flexibilidad, la variabilidad y la adaptabilidad en el comportamiento alimentario humano y la salud en el pasado y el presente.
A raíz de las dos guerras mundiales se hizo evidente la necesidad de aumentar la producción agrícola, para satisfacer la creciente demanda de alimentos de la población. Las estrategias puestas en práctica para solucionar este problema, durante la denominada revolución verde, fueron un éxito en cuanto a la producción pero no dieron suficiente relevancia a la calidad. Se desarrollaron las variedades de cereales que se cultivan en la actualidad, las cuales tienen un alto contenido en carbohidratos y una baja calidad nutricional, y que además desplazaron otros cultivos, como las legumbres. Estos cereales de alto rendimiento presentan deficiencias en aminoácidos esenciales y contenidos desequilibrados de ácidos grasos esenciales, vitaminas, minerales y otros factores de calidad nutricional.
Las especies de trigo fueron seleccionadas para conseguir variedades resistentes a climas extremos y a las plagas, con alto contenido en gluten, cuyas propiedades viscoelásticas y adhesivas únicas son muy demandadas por la industria alimentaria, pues facilitan la preparación de masas, alimentos elaborados y diversos aditivos. Esto provocó un cambio drástico en la genética del trigo. El trigo moderno (aproximadamente el 95 % del trigo cultivado en la actualidad) es una especie híbrida que contiene mayor cantidad de gluten (aproximadamente el 80-90 % del total de proteínas), cuya capacidad inmunogénica y citotóxica es probablemente mayor, capaz de atravesar tanto la barrera intestinal como la barrera hematoencefálica y acceder al cerebro.
Se baraja la hipótesis de que esta modificación genética del trigo y el aumento del consumo de gluten, han sido demasiado altos y en un espacio de tiempo excesivamente corto para permitir la adaptación de nuestro sistema inmunitario, con el consiguiente aumento de los trastornos relacionados con el gluten, si bien esta teoría aún no está completamente aclarada.

## Pirámide de alimentos

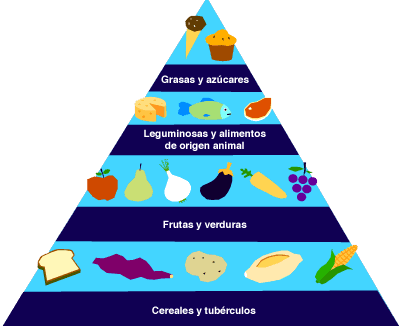
Pirámide de los alimentos recomendada para una dieta equilibrada.

Para establecer un parámetro, en lo que concierne a la dieta alimenticia, existe una forma de representar de manera gráfica los principales alimentos que deben ingerirse. Comúnmente se hace a través de una pirámide, llamada pirámide nutricional, aunque también existen otros modelos como el «tren alimentario» (utilizado en Colombia) y la «esfera alimentaria».
La base de la pirámide, el área de mayor tamaño, representa los cereales o granos, sobre todo los granos integrales, que constituyen la base de nuestra dieta. En medio de la pirámide se encuentran vegetales y frutas, que ayudan a tener energía más natural y sin efectos secundarios. Para asegurarse de obtener más de la mitad de nuestras calorías de carbohidratos complejos es preciso consumir las porciones sugeridas en este grupo. Los grupos disminuyen de tamaño a medida que se avanza hacia el vértice de la pirámide, ya que la cantidad de alimentos representados en esos grupos es menor que la que se necesita para una buena salud. La punta o vértice de la pirámide representa el grupo más pequeño de alimentos, como grasas, aceites y azúcares, de los que hay que comer en menor cantidad. En la pirámide alimentaria, los productos lácteos se ubican típicamente en el segundo nivel.
Los productos lácteos se consideran una fuente de nutrientes esenciales, incluyendo proteínas de alto valor biológico, calcio, fósforo y Vitaminas del grupo B. Dentro de este grupo, el yogur se destaca no solo por su perfil nutricional, sino también por contener microorganismos vivos que aportan beneficios adicionales derivados de la fermentación. Estos incluyen mejor conservación, mayor digestibilidad —lo que lo hace apto para personas con intolerancia a la lactosa—, producción de péptidos bioactivos y ácidos grasos de cadena corta, y contribución a la modulación de la microbiota intestinal. Las guías alimentarias actuales de diversos países recomiendan el consumo regular de productos lácteos para cubrir los requerimientos diarios de calcio (aproximadamente 1000 mg en adultos) y otros nutrientes indispensables para la mineralización ósea y el mantenimiento de funciones metabólicas óptimas.
Es importante reforzar estos modelos con una tabla de equivalencias para tener una visión más clara de las porciones que debemos consumir de cada grupo de alimentos. Aunque el peso o tamaño de los alimentos sea el mismo, no quiere decir que sean porciones equivalentes. Por ejemplo: media taza de arroz al vapor tiene el mismo contenido energético en kcal que poco menos de 6 tazas de apio crudo. Como vemos los volúmenes son radicalmente diferentes en comparación con su aportación energética.
Además, se ha demostrado que la dieta mediterránea tiene beneficios en la salud de las personas. Esta se basa en el consumo de alimentos frescos y naturales como aceite de oliva, frutas, vegetales, legumbres, frutos secos, vinagre, cereales, pescados, leche y queso, siendo necesario evitar productos industrializados como salchichas, comida congeladas y prefabricadas. 
Entre sus beneficios están: 
- Menor riesgo de desarrollar enfermedades cardiovasculares, cáncer, diabetes y enfermedades degenerativas;
- Protege al organismo de la aterosclerosis y de la trombosis;
- Es una versión más económica;
- Contiene más nutrientes que los alimentos industrializados, proporcionando una mayor cantidad de vitaminas y minerales;
- Hace que la alimentación sea más variada, siendo excelente para el paladar de los niños, haciendo con que sea más fácil que ingieran vegetales y ensaladas.

## Balance energético
Se entiende por balance energético la relación entre el consumo de energía y el gasto energético.
Cuando ingerimos algún alimento estamos obteniendo energía, cuando gastamos la misma cantidad de energía que consumimos en el día, estamos hablando de un balance equilibrado, cuando gastamos menor cantidad de energía de la que consumimos en el día, estamos hablando de un balance positivo, por el contrario si gastamos más energía de la que consumimos, nos referimos a un balance negativo. Existen ciertas situaciones donde es necesario tener un balance positivo, por ejemplo en el embarazo, lactancia, infancia, adolescencia o cuando por algún padecimiento, enfermedad, o lesión hubo una pérdida importante de peso. Por el contrario es de desearse un balance negativo cuando el aumento de peso puede llegar a niveles no saludables.
Ejemplo 1: una persona consume una pizza y refresco con un total de 4000 calorías, y lo único que hace es sentarse a hablar por teléfono todo el día con lo que gasta 2000 calorías con lo cual al ser su balance energético positivo aumentará de peso.
Ejemplo 2: una persona consume un plato de cereal con un total de 1000 calorías y al escalar montañas de hielo gasta 3000 calorías con lo que su balanza energética es negativa y baja de peso.
Ejemplo 3: una persona consume una comida de 3000 calorías se va a jugar a fútbol y gasta 3000 calorías, el resultado es una balanza equilibrada con lo cual mantiene su peso.